# Etynamat
Etynamat – organiczny związek chemiczny stosowany jako lek nasenny i uspokajający z gruby karbaminianów objęty Konwencją o substancjach psychotropowych z 1971 roku (wykaz IV). W Polsce jest w grupie IV-P ustawy o przeciwdziałaniu narkomanii.